# Pakorn Prempak
Pakorn Prempak (Thai: ปกรณ์ เปรมภักดิ์; * 2. Februar 1993 in Saraburi), auch als Bas (Thai: บาส) bekannt, ist ein thailändischer Fußballspieler.

## Karriere

### Verein
Das Fußballspielen erlernte Pakorn Prempak bei Police United, einem Verein, der in der thailändischen Hauptstadt Bangkok beheimatet ist. Hier unterzeichnete er auch seinen ersten Profivertrag. Von 2011 bis 2016 spielte er 77 Mal für den Club. 2016 wechselte er zum damaligen Zweitligisten Port FC, der ebenfalls in Bangkok beheimatet ist. 2016 belegte Port den dritten Platz und man stieg in die Thai Premier League auf. Bis heute steht Pakorn Prempak bei Port unter Vertrag. 2019 stand er mit Port im Finale des FA Cup, das Port mit 1:0 gegen den Erstligisten Ratchaburi Mitr Phol aus Ratchaburi gewann. Nach Ende der Saison 2021/22 wurde er in die Elf der Saison gewählt.

### Nationalmannschaft
2011 bis 2012 spielte er 5 Mal für die thailändische U-19-Nationalmannschaft. Für die U-23-Nationalmannschaft stand er von 2013 bis 2016 18 Mal auf dem Platz. Seit 2013 stand er 5 Mal für die thailändische Nationalmannschaft auf dem Spielfeld.

## Erfolge

### Verein
Port FC
- Thailändischer Pokalsieger: 2019

### Nationalmannschaft
- Thailand U19

AFF U-19 Youth Championship: 2011
- Thailand U23

Sea Games: 2013, 2015

## Auszeichnungen
Thai League
- Best XI: 2021/22